# Saia Fekitoa
Pas d'image ? Cliquez ici

a Compétitions nationales et continentales officielles uniquement.

b Matchs officiels uniquement.
Dernière mise à jour le 28 juin 2023.
Saia Fekitoa, né le 31 juillet 1987 à H'a Afakahenga aux îles Tonga, est un joueur international tongien de rugby à XV qui évolue au poste d'ailier ou de centre.

## Biographie
Saia Fekitoa est né à H'a Afakahenga. Il est le frère de l'international néo-zélandais Malakai Fekitoa.

### Débuts professionnels
Formé au CA Brive, Saia Fekitoa joue avec l'équipe pro lors de la saison 2007-2008 en Top 14 puis passe deux saisons avec l'Union Bordeaux Bègles alors en Pro D2.

### Passage à Pau
Il s'engage ensuite avec la Section paloise en 2010. Avec le club béarnais, Saia Fekitoa va disputer 55 matchs au lors de ses trois saison passé au club pour un total de 33 points. 

### Neufs saisons avec Narbonne
Il quitte cette équipe en 2013 pour rejoindre le RC Narbonne. Lors de sa première saison dans l'Aude, il accède au barrage d'accession à la montée en Top 14 mais s'incline en demi-finale face au SU Agen avant de prolonger son contrat d'une saison. La deuxième saison est plus difficile mais son club se maintient lors des dernières journées de championnat. Saia Fekitoa va continuer de jouer avec Narbonne années après années malgré les difficultés de son club et restera même après la descente de celui-ci en Fédérale 1 en 2018. Il va alors devenir un joueur emblématique des années 2010 du club et portera le maillot orange et noir jusqu'à l'issue de la saison 2021-2022.

### Dernières saisons
Après avoir passé presque dix ans au Racing, Saia Fekitoa quittera à l'âge de trente-cinq ans Narbonne pour rejoindre le Stade olympique millavois en Fédérale 2. À Millau il joue durant deux saisons avant de retourner dans la région narbonnaise au sein du club de Corbières XV en Fédérale 3.

### Affaires judiciaires
Il est condamné le 21 septembre 2021 à un an de prison avec sursis pour des faits de violences commises sur sa femme et sa belle-fille.